# Druhá vláda Jana Malypetra
Druhá vláda Jana Malypetra existovala od 14. února 1934 do 4. června 1935. Jednalo se o vládu tzv. široké koalice a v pořadí o 13. československou vládu období první republiky. Vláda podala 28. května 1935 demisi.

## Složení vlády
| Strana                            | Strana                                                  | Portfej                                           | Ministr        | Nástup do úřadu | Odchod z úřadu |
| --------------------------------- | ------------------------------------------------------- | ------------------------------------------------- | -------------- | --------------- | -------------- |
|                                   | Republikánská strana zemědělského a malorolnického lidu | Ministerský předseda                              | Jan Malypetr   | 14. února 1934  | 4. června 1935 |
| Ministr vnitra                    | Republikánská strana zemědělského a malorolnického lidu | Josef Černý                                       | 14. února 1934 | 4. června 1935  |                |
| Ministr národní obrany            | Republikánská strana zemědělského a malorolnického lidu | Bohumír Bradáč                                    | 14. února 1934 | 4. června 1935  |                |
| Ministr zemědělství               | Republikánská strana zemědělského a malorolnického lidu | Milan Hodža                                       | 14. února 1934 | 4. června 1935  |                |
|                                   | Československá sociálně demokratická strana dělnická    | Ministr spravedlnosti                             | Ivan Dérer     | 14. února 1934  | 4. června 1935 |
| Ministr železnic                  | Československá sociálně demokratická strana dělnická    | Rudolf Bechyně                                    | 14. února 1934 | 4. června 1935  |                |
| Ministr sociální péče             | Československá sociálně demokratická strana dělnická    | Alfréd Meissner                                   | 14. února 1934 | 4. června 1935  |                |
|                                   | Československá strana národně socialistická             | Ministr zahraničních věcí                         | Edvard Beneš   | 14. února 1934  | 4. června 1935 |
| Ministr pošt a telegrafů          | Československá strana národně socialistická             | Emil Franke                                       | 14. února 1934 | 4. června 1935  |                |
|                                   | Československá strana lidová                            | Ministr průmyslu, obchodu a živností              | Jan Dostálek   | 14. února 1934  | 4. června 1935 |
| Ministr unifikací                 | Československá strana lidová                            | Jan Šrámek                                        | 14. února 1934 | 4. června 1935  |                |
|                                   | Německá sociálně demokratická strana dělnická v ČSR     | Ministr veřejných prací                           | Ludwig Czech   | 14. února 1934  | 4. června 1935 |
|                                   | Německý svaz zemědělců a venkovských živností           | Ministr veřejného zdravotnictví a tělesné výchovy | Franz Spina    | 14. února 1934  | 4. června 1935 |
|                                   | Nestraničtí ministři                                    | Ministr financí                                   | Karel Trapl    | 14. února 1934  | 4. června 1935 |
| Ministr školství a národní osvěty | Nestraničtí ministři                                    | Jan Krčmář                                        | 14. února 1934 | 4. června 1935  |                |